# Autostrada 3 (Izrael)
Autostrada 3 (hebr.: כביש 3) – Droga ekspresowa położona w Izraelu. Zaczyna się na skrzyżowaniu z Autostradą 4 na peryferiach miasta Aszkelon, przechodzi przez Kirjat Malachi, i kończy się na skrzyżowaniu z drogą nr 443 w pobliżu Modi’in-Makkabbim-Re’ut.
W przeszłości droga docierała do Ramallah i Jerycho, kończąc się na granicy z Jordanią na rzece Jordan. Jednak Porozumienia z Oslo zawarte w 1993 przeniosły odcinek drogi pomiędzy Ramallah a Jerychem pod kontrolę palestyńską. Ta część dawnej drogi nr 3 została wówczas przemianowana w podrzędne lokalne drogi położone na terenie Autonomii Palestyńskiej.

## Przebieg
Droga nr 3 rozpoczyna się na wschodnich przedmieściach miasta Aszkelon. Na wysokości stacji kolejowej Aszkelon, znajduje się skrzyżowanie drogi ekspresowej nr 4  (Netiw ha-Asara-Kefar Rosz ha-Nikra) z rozpoczynającą się w tym miejscu drogą nr 3, która kieruje się na wschód. Jest to w tym miejscu droga nie posiadająca standardu drogi ekspresowej. Po 0,5 km jest skrzyżowanie z drogą zjazdową do wioski Kefar Silwer, która znajduje się na południe od drogi.
Po przejechaniu 1,5 km znajduje się skrzyżowanie, na którym można zjechać do położonego na północy moszawu Nir Jisra’el i położonych na południu moszawów Hodijja i Berechja. Po następnych 2 km znajduje się skrzyżowanie z drogą nr 232 . Można tutaj zjechać na południe do moszawu Hodijja i do położonej dalej na południu drogi ekspresowej nr 35  (Aszkelon-Hebron).
Przez następne 100 metrów droga ekspresowa nr 3 biegnie razem z drogą nr 232, która następnie odbija w kierunku północnym, kierując się do bazy wojskowej Sił Obronnych Izraela, i do dalej położonego na północ kibucu Niccanim i przebiegającej przy nim drogi ekspresowej nr 4  (Netiw ha-Asara-Kefar Rosz ha-Nikra).
Po przejechaniu 3 km dojeżdża się do skrzyżowania, na którym można zjechać w kierunku północnym do bazy wojskowej Sił Obronnych Izraela, a w kierunku południowym do kibucu Negba. Po następnym 1 km jest skrzyżowanie ze zjazdem do położonego na północy moszawu Massu’ot Jicchak. Po przejechaniu 1 km dojeżdża się do skrzyżowania i położonej przy nim na południu religijnej wioski Merkaz Szappira, w której znajdują się znane uczelnie religijne. Po kolejnym 1 km jest zjazd do położonego na południu kibucu En Curim, a po 1 km skrzyżowanie z prowadzącą na południe drogą nr 3613 . Można tutaj zjechać do moszawu Szafir.

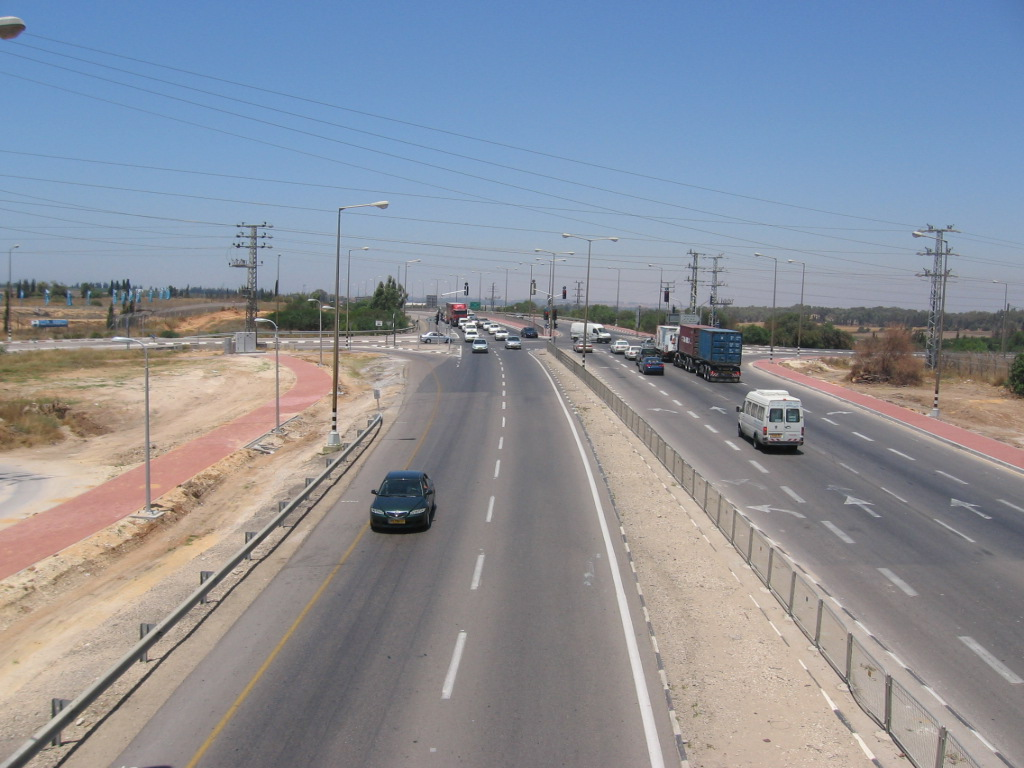

Następnie droga nr 3 przechodzi w drogę dwupasmową i wykręca w kierunku północno-wschodnim. W odległości 2 km znajduje się skrzyżowanie ze zjazdem do położonego na wschodzie moszawu Awigedor. Po dalszych 100 metrach jest kolejne skrzyżowanie ze zjazdem do położonego na północnym zachodzie moszawu Kefar Warburg.
Po przejechaniu około 1 km dojeżdża się do miasta Kirjat Malachi. Pierwsze skrzyżowanie prowadzi do zachodniego przedmieścia mieszkalnego Kirjat Malachi. Po około 500 metrach jest skrzyżowanie ze zjazdem do centrum handlowego położonego przy strefie przemysłowej Be’er Tuvya. Po kolejnych 100 metrach jest skrzyżowanie z drogą nr 3703 , która prowadzi zachodnim obrzeżem Kirjat Malachi do pobliskiego moszawu Be’er Towijja. Następnie droga nr 3 dochodzi do głównego skrzyżowania Kirjat Malachi, na którym można skręcić do położonego na północy centrum miasta, lub do położonej na południu strefy przemysłowej. Po około 300 metrów jest skrzyżowanie ze zjazdem do wschodniej części miasta i drugiej strefy przemysłowej. Przy wyjeździe z Kirjat Malachi znajduje się duże skrzyżowanie z drogą ekspresową nr 40  (Kefar Sawa-Ketura).
Następnie przez 2 km obie drogi ekspresowe nr 3 i nr 40 biegną razem w kierunku północno-wschodnim. Po około 300 metrach jest zjazd do położonego na południowym wschodzie moszawu Arugot i po następnych 700 metrach dojeżdża się do skrzyżowania, na którym można zjechać do położonych na północy moszawów Talme Jechi’el i Kefar Achim, i do położonych na południu wioski Achawa oraz moszawów Arugot i Jinnon. Po przejechaniu 1 km dojeżdża się do moszawu Bene Re’em, przy którym droga ekspresowa nr 40 wykręca na północny zachód, a droga ekspresowa nr 3 wykręca na północny wschód.
Droga ekspresowa nr 3 omija od północy kompleks budynków administracji samorządu regionu Yoav i po 200 metrach dociera do skrzyżowania z drogą nr 383 , którą można dojechać do położonego na południu moszawu Kefar ha-Rif. Następnie, w odległości 1 km znajduje się skrzyżowanie ze zjazdem na północ do moszawu Bene Re’em i kibucu Chafec Chajjim. Po przejechaniu 100 metrów znajduje się kolejne skrzyżowanie ze zjazdem do położonego na południu kibucu Rewadim. Po 1 km jest skrzyżowanie z drogą nr 3933 , która prowadzi na północny zachód do moszawu Bet Chilkijja i kibucu Chafec Chajjim. Po 1 km jest skrzyżowanie ze zjazdem do położonej na północy wioski Jad Binjamin. Około 200 metrów dalej znajduje się węzeł drogowy z autostradą nr 6. Po 0,5 km jest skrzyżowanie, od którego rozpoczyna się autostrada nr 7 (Gedera-Jad Binjamin).
Następnie droga ekspresowa nr 3 wykręca na wschód, wchodzi w obszar Szefeli i po 2 km dociera do skrzyżowania, na którym można zjechać do położonego na północy moszawu Jesodot. Po przejechaniu 0,5 km jest skrzyżowanie ze zjazdem do położonej na południu dużej bazy wojskowej Sił Obronnych Izraela. W jej obrębie jest baza rakietowa Sedot Micha. Po przejechaniu 4,5 km dojeżdża się do skrzyżowania, na którym można zjechać do położonego na południu moszawu Tal Szachar. W odległości 100 metrów jest skrzyżowanie z drogą nr 411, która prowadzi na północ do kibuców Miszmar Dawid i Chulda. Po 2 km dojeżdża się do węzła drogowego z drogą ekspresową nr 44 (Holon-Eszta’ol).
Następnie droga ekspresowa nr 3 wykręca łagodnie w kierunku północno-wschodnim i po 2 km dociera do węzła drogowego, na którym można zjechać do położonego na północy moszawu Bekoa. Po 3 km jest następny węzeł drogowy ze zjazdami do kibucu Nahshon i wioski Newe Szalom. Po kolejnych 2 km jest węzeł drogowy z drogą nr 424  przy Latrun. Droga traci tutaj status drogi ekspresowej i po 1 km dociera do węzła drogowego z autostradą nr 1. Po jej minięciu droga wykręca w kierunku północnym i po 1 km dociera do skrzyżowania, na którym można zjechać do Parku Ayalon (znanego także jako Park Kanada)
W odległości 3 km od tego miejsca jest skrzyżowanie, na którym można zjechać na północ do wioski Nof Ajjalon, kibucu Sza’alwim i miasta Modi’in-Makkabbim-Re’ut. Droga ekspresowa nr 3 wykręca tutaj na wschód i po 2 km dociera do skrzyżowania, na którym można zjechać na południe do moszawu Mewo Choron. Po jego minięciu, droga wykręca na północ i po 2 km dociera do skrzyżowania, na którym można zjechać do położonego na wschodzie arabskiego miasteczka Beit Liqya. Po kolejnych 5 km dociera do skrzyżowania, na którym można zjechać na wschód do arabskiej wioski Beit Sira. W odległości 1 km od tego miejsca jest skrzyżowanie z drogą nr 443, która prowadzi na zachód do miasta Modi’in-Makkabbim-Re’ut i na wschód do arabskiego miasta Ramallah.

## Plany budowy
Izraelskie Ministerstwo Transportu planuje utworzyć z drogi ekspresowej nr 3 najważniejszą trasę komunikacyjną łączącą Południowy z Dystryktem Jerozolimy, z ważnym skrzyżowaniem z autostradą 1 na wysokości Latrun. Obecnie trwają prace modernizacyjne i budowlane związane z przebudową drogi w wielojezdniową trasę szybkiego ruchu. Pomimo to, droga nie spełnia wymagań autostrady, ponieważ nadal jest zbyt wiele skrzyżowań z lokalnymi drogami prowadzącymi do małych okolicznych osiedli.